# Wikientij Wieriesajew
Wikientij Wikientiewicz Wieriesajew,  właśc. Wikientij Smidowicz, ros.  Вике́нтий Вике́нтьевич Вереса́ев (ur. 4 stycznia?/16 stycznia 1867 w Tule, zm. 3 czerwca 1945 w Moskwie) – rosyjski pisarz i lekarz polskiego pochodzenia. Ukończył studia historyczne na Uniwersytecie Petersburskim.

## Twórczość
Wieriesajew był autorem głośnej powieści o charakterze publicystycznym, opartej na motywach autobiograficznych Zwierzenia lekarza (1901, 1 wydanie pol. pt. Spowiedź lekarza 1902). W powieściach Bezdroże (1895, wyd. pol. 1906) oraz K żyzni (1908) ukazał rozterki ideowe inteligencji rosyjskiej.
Pisał także powieści o dramatycznym położeniu inteligencji w okresie terroru bolszewickiego (W tupikie 1922), o życiu młodzieży komsomolskiej i konfliktach współczesności (Siostry 1933, wyd. pol. 1933), a także historyczne prace dokumentalne (m.in. Puszkin żywy 1926-27, wyd. pol. 1978, Sputniki Puszkina 1934, Wspomnienia 1927–1929, wyd. pol. 1951), kroniki literackie oraz przekłady.
Wieriesajew był laureatem Nagrody Stalinowskiej (1945) oraz został odznaczony Orderem Czerwonego Sztandaru Pracy. Pochowany na Cmentarzu Nowodziewiczym w Moskwie.